# Айдамиров, Евгений Дантесович
Евге́ний Данте́сович Айдами́ров (род. 11 мая 1987, Батайск, Ростовская область) — российский легкоатлет, специалист по метанию молота. Выступал за сборную России по лёгкой атлетике в 2000-х годах, чемпион мира среди юниоров, серебряный призёр юниорского чемпионата Европы, рекордсмен мира на юниорском уровне. Представлял Ростовскую и Московскую области. Мастер спорта России международного класса. Тренер по лёгкой атлетике.

## Биография
Евгений Айдамиров родился 11 мая 1987 года в городе Батайске Ростовской области.
Занимался метанием молота под руководством заслуженного тренера России Николая Николаевича Белобородова, тренировался в Центре спортивной подготовки сборных команд России. Представлял Вооружённые силы.
Впервые заявил о себе в лёгкой атлетике на международном уровне в сезоне 2003 года, когда вошёл в состав российской национальной сборной и выступил на юношеском мировом первенстве в Шербруке, где метнул 5-килограммовый молот на 72,76 метра и занял итоговое четвёртое место.
В 2005 году побывал на юниорском европейском первенстве в Каунасе, откуда привёз награду серебряного достоинства, выигранную в метании молота — уступил здесь только венгру Криштофу Немету.
Одним из самых успешных сезонов в его спортивной карьере оказался сезон 2006 года: в июле на соревнованиях в Туле он установил юниорский мировой рекорд в метании молота — 82,62 метра, а в августе на чемпионате мира среди юниоров в Пекине с результатом в 78,42 метра превзошёл всех своих соперников и завоевал золотую медаль. За эти выдающиеся достижения 29 декабря был удостоен почётного звания «Мастер спорта России международного класса». Установленный им рекорд продержался три года и был превзойдён испанцем Хавьером Сьенфуэгосом.
В 2007 году Айдамиров стал пятым на молодёжном европейском первенстве в Дебрецене.
В 2009 году стал бронзовым призёром Кубка России в Туле, показал пятый результат на чемпионате России в Чебоксарах, закрыл десятку сильнейших на молодёжном чемпионате Европы в Каунасе.
На чемпионате России 2010 года в Саранске вновь был пятым в программе метания молота.
Оставался действующим элитным спортсменом вплоть до 2015 года, неоднократно выходил в финал крупнейших всероссийских турниров, хотя на международной арене в последнее время не показывал сколько-нибудь значимых результатов.
Имеет высшее образование, в 2013 году окончил Российский государственный социальный университет по специальности «социальная работа».
Работал тренером-инструктором в Спортивной школе олимпийского резерва «Юность Москвы» и в Центре спорта «Метеор».
Член общественного совета ОМВД России по г. о. Жуковский.